# Frödinge
Frödinge – miejscowość (tätort) w Szwecji, w regionie administracyjnym (län) Kalmar, w gminie Vimmerby.
Według danych Szwedzkiego Urzędu Statystycznego liczba ludności wyniosła: 343 (31 grudnia 2015), 319 (31 grudnia 2018) i 296 (31 grudnia 2019).